# Biafada
El biafada (Beafada, Bedfola, Biafar, Bidyola, Dfola, Fada) és una llengua senegambiana de la família de les llengües nigerocongoleses, parlada a Guinea Bissau pels biafades, unes 45.000 persones. És fortament influenciada pel malinke i juntament amb el badyara forma el grup de les llengües tenda.